# Oberönkfeld
Oberönkfeld ist eine Ortschaft in Radevormwald im Oberbergischen Kreis im nordrhein-westfälischen Regierungsbezirk Köln in Deutschland.

## Lage und Beschreibung
Der Ort liegt im Norden des Stadtgebiets. Die Nachbarorte heißen Önkfeld, Ümminghausen, Brunshöh, und Rochollsberg. Im Nordosten von Oberönkfeld entspringt der Brunsbach, der in seinem weiteren Verlauf mit dem Eistringhauser Bach verschmilzt und in der Uelfe mündet. Im Südosten entspringt der Scheidter Bach, ebenfalls ein Zufluss der Uelfe.
Politisch wird der Ort durch den Direktkandidaten des Wahlbezirks 170 im Rat der Stadt Radevormwald vertreten.

## Geschichte
„Unckincfelde“ lautet die Ortsbezeichnung in einer Aufstellung über „Kriegsschäden durch Verwüstungen der Truppen des Kölner Erzbischofs Dietrich von Moers“ aus den Jahren 1433/1434. Eine Aufstellung über kriegsbedingte Zerstörungen des Dreißigjährigen Krieges in Radevormwald aus den Jahren 1655 und 1656 verzeichnet für die Anwesen in Önkfeld den Status „fast alle“ zerstört oder „wuest“ gelegen.
Die Topographische Aufnahme der Rheinlande von 1825 zeigt bereits zwei voneinander getrennt liegende Siedlungsbereiche, bezeichnet aber beide mit „OenKfeld“. In der Preußischen Uraufnahme von 1840 bis 1844 taucht die Ortsbezeichnung „oberste Önkfeld“ auf. Ab der amtlichen topografische Karte (Preußische Neuaufnahme) von 1892 bis 1894 wird der heute gebräuchliche Ortsname Oberönkfeld angeführt.

## Wander- und Radwege
Folgende Ortsrundwanderwege führen durch den Ort:
- Der Wanderweg A2
- Der Wanderweg A6